# One Shot 1994
One Shot 1994 è un doppio album raccolta della collana One Shot pubblicata dalla Universal Music, contenente brani di successo nel 1994.

## One Shot 1994 (CD 1)
| Traccia | Artista                       | Titolo                  | Durata |
| ------- | ----------------------------- | ----------------------- | ------ |
| 1       | Corona                        | The Rhythm of the Night | 4.22   |
| 2       | Marie Claire D'Ubaldo         | The Rhythm Is Magic     | 4.01   |
| 3       | Youssou N'Dour & Neneh Cherry | 7 Seconds               | 5.04   |
| 4       | Des'ree                       | You Gotta Be            | 3.59   |
| 5       | The Brand New Heavies         | Dream on Dreamer        | 4.00   |
| 6       | Seal                          | Kiss from a Rose        | 4.48   |
| 7       | Playahitty                    | The Summer Is Magic     | 3.56   |
| 8       | Gabrielle                     | I Wish                  | 4.46   |
| 9       | Live                          | Selling the Drama       | 3.26   |
| 10      | Jann Arden                    | Insensitive             | 4.15   |
| 11      | Urban Species                 | Spiritual Love          | 3.56   |
| 12      | R. Kelly                      | Bump N'Grind            | 4.14   |
| 13      | Gun                           | Word Up!                | 4.18   |
| 14      | Aaliyah                       | Back & Forth            | 3.49   |
| 15      | Pretenders                    | I'll Stand by You       | 3.58   |
| 16      | Erasure                       | Always                  | 3.59   |
| 17      | 20 Fingers                    | Short Dick Man          | 3.17   |
| 18      | Ice MC                        | It's a Rainy Day        | 4.13   |
| 19      | Warren G & Nate Dogg          | Regulate                | 4.08   |

## One Shot 1994 (CD 2)
| Traccia | Artista                                                         | Titolo                         | Durata |
| ------- | --------------------------------------------------------------- | ------------------------------ | ------ |
| 1       | Whigfield                                                       | Saturday Night                 | 4.06   |
| 2       | Dawn Penn                                                       | You Don't Love Me (No, No, No) | 3.16   |
| 3       | Soundgarden                                                     | Black Hole Sun                 | 5.18   |
| 4       | Vanessa Daou                                                    | Sunday Afternoons              | 3.47   |
| 5       | TLC                                                             | Red Light Special              | 4.37   |
| 6       | Jam & Spoon feat. Plavka                                        | Right in the Night             | 3.47   |
| 7       | Enigma                                                          | Return to Innocence            | 4.08   |
| 8       | C. J. Lewis                                                     | Sweets for My Sweet            | 3.21   |
| 9       | Rednex                                                          | Cotton Eye Joe                 | 3.11   |
| 10      | La Bouche                                                       | Sweet Dreams                   | 3.24   |
| 11      | Zhané                                                           | Groove Thang                   | 3.54   |
| 12      | Pato Banton and The Reggae Revolution with Ali & Robin Campbell | Baby Come Back                 | 3.51   |
| 13      | Afrika Bambaataa                                                | Pupunanny                      | 3.30   |
| 14      | Mauro Pilato & Max Monti                                        | Gam Gam                        | 5.43   |
| 15      | Crystal Waters                                                  | 100% Pure Love                 | 4.38   |
| 16      | Weezer                                                          | Buddy Holly                    | 2.39   |
| 17      | Noa                                                             | I Don't Know                   | 4.23   |
| 18      | Leena Conquest & Hip Hop Finger                                 | Boundaries                     | 4.44   |
| 19      | Jamiroquai                                                      | Space Cowboy                   | 6.24   |